# Муровані стіни ХІІ століття Старого замку (Гродно)
Муровані стіни ХІІ століття Старого замку — пам'ятка археології, залишки давньоруської будівлі ХІІ століття на Старому замку в місті Гродно, нині Гродненської області Республіки Білорусь. 
Належать до Гродненської школи зодчества. 

## Археологічні дослідження

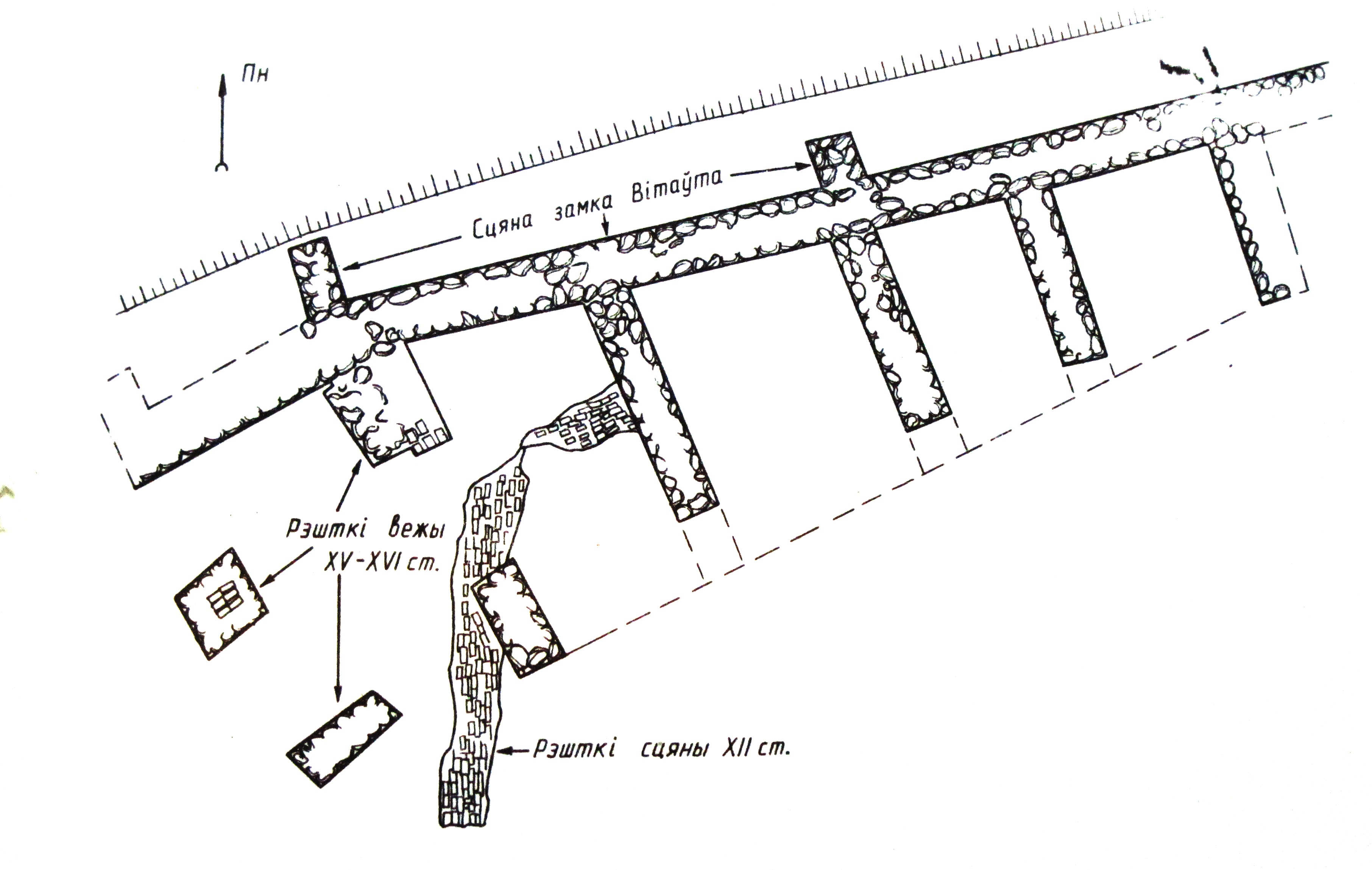
План стіни ХІІ ст.

Вперше залишки однієї з кам'яних стін, складеної з плінфи (шматок завдовжки близько 4,5 м і висотою близько 1,8 м), знайдений С. Дурчевським 1937 р. на самому мисі Замкової гори. У 1949 р. стародавні стіни зміцнив бетонними застінками М. Воронін і припустив, що це залишки кам'яної оборонної вежі дерев'яного гродненського дитинця.
Вивчення пам'ятки було продовжене в 1981 р. Повністю залишки кам'яних стін вивчені під час розкопок, які проводили А. Трусов, П. А. Раппопорт, Л. М. Большаков, М. А. Ткачов, А. К. Кравцевич в 1985-1986 рр. і в 1988 р.

## Опис
Стіни були побудовані з плінфи та мали висоту понад 5 м при товщині 1,5 м. Завершувались вони галереями з дахом над бойовим ходом. Всередину стін вводилися дерев'яні поздовжні зв'язки діаметром до 15 см. Оскільки в кладці використана прямокутна і локальна плінфа (трапецієподібна, з напівкруглим краєм і інших форм), близька форматом до цегли княжого палацу, вважається, що Гродненські оборонні стіни були зведені також в кінці ХІІ ст.
Подібних мурованих оборонних стін в ті часи не мали навіть Київ, Новгород і Полоцьк.

### Стіна на північному схилі
Вціліла частина кам'яної стіни на північному схилі Замкової гори збереглася приблизно на довжину близько 12 м, проте протяжність початкової кладки була значно більшою. У 1988 р. руїни цієї стіни з плінфи були простежені на 20-22 м. Загальна довжина цегляного муру в північній частині дитинця колись досягала 42-45 м. Він мав оборонне і декоративне значення, бо істотно виділявся на тлі дерев'яної замкової забудови.
Кладка цієї споруди збереглася на висоту близько 0,6 м. Стіна практично не має фундаменту і зведена на тонкому прошарку будівельного щебеню. Розміри плінфи в середньому рівні 27-29 х 16,5-18 х 3,5-4,5 см. Цегла добре обпалена, деякі екземпляри мають рельєфні знаки на торцях у вигляді букв і різних геометричних фігур. Частіше за інші зустрічаються знаки у вигляді літер А, Б, В. В кладці були також застосовані різні варіанти локальної плінфи: трапецієподібна, з напівкруглим кінцем та ін. Товщина кладки 1,4-1,5 м. В ній збереглися два наскрізні отвори діаметром 15 см від поздовжніх дерев'яних зв'язок.
Під час розкопок було виявлено, що перед стіною на замковому схилі лежать руїни верхньої частини цегляного муру. Розміри руїн і його співвідношення з залишками стіни, яка збереглася, дозволили припустити, що висота цегляного муру була не менше ніж 5 м. Стіна загинула в результаті сильної пожежі, пов'язаної, ймовірно, з військовими діями в кінці XIII-XIV ст. (в шарі пожежі знайдена шпора XIII-XIV ст.).

### Стіна на східній частині замку
На самому мисі Замкової гори (дитинця) в 1937 р. розкопками виявлений шматок стіни. Довжина його близько 4.5 м при висоті до 1.8 м. Товщина стіни 1.38-1.4 м. Складена вона з цегли розміром 3.5-4.5х18-19х27-30 см. На торцях деяких цеглин є знаки. Кладка лежить безпосередньо на щільному материковому шарі. У торці стіни помітний канал від дерев'яної зв'язки. Із західного боку до розкопаної стіні примикають стіни замку Вітовта, які мабуть знищили решту споруди.
Подібність будівельної техніки даної споруди і терема, розташованого на південному краю дитинця, дозволило Н. Н. Вороніну висловити припущення, що обидві ці будівлі були зведені більш-менш одночасно. Воронін імовірно датував їх третьою чвертю XII ст. Призначення споруди незрозуміле. На думку Вороніна, найбільш ймовірно, що це кутова вежа Гродненської фортеці .
Залишки другої кам'яної стіни, частково знищеної під час перебудови замку в XVI ст., знайдені в східній частині дитинця, біля будівлі палацу XVI ст. Цегляний мур складений з плінфи різних розмірів, основний формат - 29 х 16 х 4 см. Крім звичайної плінфи в кладці застосована і трапецієподібна. Деякі цеглини мають знаки. Ширина стіни 1,2-1,3 м, збереглася на висоту до 1,6 м. Довжина виявленого фрагмента кладки 6 м, далі кладка зникає в східному профілі розкопу. Споруда практично не мала фундаменту і проходила по гребеню стародавнього схилу Замкової гори. Безпосередньо під стіною на глибині близько 2,8 м від рівня сучасної поверхні землі простежено прошарок білого піску товщиною 0,2-0,3 м, під яким йде шар сильної пожежі. Припускається, що це пожежа 1183 року, про яку є відомості в літописі.
Можливо, що після того, як згоріли дерев'яні укріплення дитинця, стародавні зодчі використали запаси плінфи для побудови нових гродненских храмів і в 90-х роках XII ст. зміцнили згорілу частину дерев'яного дитинця цегляними оборонними мурами.